# VI c ex-Bade
Les VI c sont des locomotives-tender de disposition d'essieux 131T (prairie) utilisées en Allemagne ainsi qu'en France et en Belgique où plusieurs exemplaires ont été reçus au titre des réparations de guerre faisant suite à l'armistice de 1918. Elles ont également été utilisées au Luxembourg. Elles appartiennent à une série de 131 locomotives assemblées entre 1900 et 1923 pour les Chemins de fer du grand-duché de Bade.

## Histoire
La mise en service de 1900 à 1908 par Chemins de fer de l'État de Bade d'une série de 131 locomotives-tender de disposition 131T — les VI b — permettait à la Compagnie de disposer d'une flotte nombreuse assurant sans défaillir le service des trains omnibus ainsi que la desserte des lignes escarpées. Cependant, au fil des ans, leur puissance était jugée trop faible et le choix de roues motrices de 1 480 mm les empêchait de dépasser la vitesse de 80 km/h. L'invention de la surchauffe appliquée avec succès sur les Pacific série IV f permettait d'augmenter le rendement et la puissance.
Le nouveau modèle devait être capable d'assurer la desserte des sections de Wilferdingen à Pforzheim, remorquant à 30 km/h un train de 350 t en rampe de 11,62 ‰) et de Hausach à Sommerau (tractant 200 t à 35 km/h sur la dure rampe de 17,2 ‰. Il se caractérise par des roues motrices de 1 600 mm autorisant une vitesse maximum de 90 km/h. Grâce à la nouvelle chaudière à surchauffeur Schmidt, perchée plus haut pour dégager l'accès aux organes de roulement, les locomotives série VI c parvenaient à atteindre 80 km/hr en tête de trains de 350 t sur une ligne en palier.
La société Maschinenbau-Gesellschaft Karlsruhe, qui avait déjà construit la plupart des IV b, livre les premières locomotives entre 1914 et 1918, rejointe par la firme Lokomotivfabrik Arnold Jung. Ces 92 locomotives sont immatriculées 875–894 et 900–971.
Après la guerre, 28 locomotives sont prélevées sur les effectifs pour être cédées à la France et la Belgique. Une tranche de 23 locomotives (n°1082 à 1023) commandée pour les remplacer en 1920, est mise en service après l'unification des chemins de fer d'Allemagne au sein de la Deutsche Reichsbahn. Un dernier groupe de 23 locomotives est réceptionné en 1921 (numéros entre 1105 et 1124).
En 1923, la DR renumérote les VI c dans la série 75. Un premier lot est classé à la suite des VI b, devenant les 75 401 à 494 (avec des lacunes). Celles réceptionnées après 1919 devient les 75 1001-1023 et 1101-1120.
À l'exception des 75 1001 et 1104 radiées dès 1933, l'ensemble de la série est au complet au commencement de la Seconde Guerre mondiale. Les exemplaires survivants sont partagés entre l'Allemagne de l'Ouest (66) et de l'Est (29) ; le reliquat étant perdu par fait de guerre ou saisi par la France et l'Union Soviétique. En Allemagne de l'Est, le dernier exemplaire est retiré du service en 1970. Les chemins de fer d'Allemagne de l'Ouest (DB) ont revendu à des amateurs la dernière VI c retirée du service. Elle est préservée en état de marche.

## Carrière
Après la Première guerre, treize VI c sont attribuées à la Belgique et quinze à la France. Le réseau Prince-Henri au grand-duché de Luxembourg rachètera rapidement les locomotives de l’État belge.

### Belgique
Les treize VI c sont livrées aux Chemins de fer de l'État belge qui les regroupe au dépôt de Bruxelles-Midi où elles effectuent des services voyageurs jusqu'à leur remplacement par des T14 ex-Prusse (type 97). Elles ont conservé leur numéro allemand, qui est également peint en grands caractères blancs sur la porte de boîte à fumée.
L’État belge ayant décidé de ne conserver que les modèles de conception prussienne parmi les séries pléthoriques arrivées d'Allemagne, elles se retrouvent sans utilisation mais échapperont à la démolition, sort des autres séries badoises, bavaroises et oldenbourgeoises des Chemins de fer de l'État belge.

### Luxembourg
La Société anonyme luxembourgeoise des chemins de fer et minières Prince-Henri, qui exploite un réseau de lignes secondaires à vocation voyageurs et marchandises profite de la situation pour racheter aux Chemins de fer de l'État belge plusieurs séries de locomotives ex-allemandes dont l’État belge n'a pas l'utilité. En plus des dix G10 prussiennes, affectées aux trains de marchandises lourds, les treize VI c badoises rejoignent l'effectif du Prince-Henri en 1923. Des G12 prussiennes seront également rachetées en 1927 pour le service des marchandises.
Les VI c sont classées dans la série L, troquant leurs numéros d'origine pour les matricules 251-263. Côtoyant les quinze série H et H' construites avant-guerre,, lesquelles sont également des locomotives de disposition 131T (dotées de surchauffe pour les dix H'). Elles supplantent les sept 121T de la série I, copies de T5.2 prussiennes.
Durant la Seconde Guerre, l'occupant allemand immatricule la série L à la suite de ses propres VI c de 1923 : 75 1121 à 1133.
Au retour de la guerre, plusieurs sont endommagées. Le Prince-Henri est nationalisé en 1948, apportant hommes et matériels à la Société nationale des chemins de fer luxembourgeois (CFL). La 75 1126, retrouvée en Autriche, et la 75 1129, en Allemagne de l'Est, sont ferraillées sur place en 1949 et 1946 sans recevoir leur numéro CFL. Les 3501-05, 3507-08 et 3510-13 sont radiées entre 1957 et 1961 alors que le réseau CFL s'électrifie et voit arriver les autorails diesel.

### France
Les quinze VI c badoises attribuées par la commission d'Armistice sont toutes envoyées à l'Administration des chemins de fer de l'État, devenant les 32.901 à 915. Ces dernières exploitent déjà la série des 32.501 à 620 : des 131T Ouest-Etat construites entre 1908 et 1911. Les badoises utilisées en région parisienne (dépôts de Vaugirard, Batignolles, Montrouge) tractent notamment des voitures à impériale sur la ligne entre Paris-Montparnasse et Clamart. Une partie de la série sera équipée pour fonctionner en réversibilité avec les voitures Etat dotées d'une cabine de conduite. On retrouvera également les ex-badoises aux dépôts de Mantes-la-Jolie, le Havre, Dol de Bretagne.
La SNCF créée en 1938 les classe dans la série 3-131 TB. L'électrification de la banlieue parisienne provoque la mise hors-service de la plupart d’entre-elles de 1937 à 1941.
Les dernières sont saisies par les Allemands au même titre que les autres locomotives Armistice, elles ne sont pas toutes restituées. Certaines auraient continué leur carrière en Allemagne de l'Est.
À la libération, les 75 402, 404, 460, 493 ont été considérées comme prises de guerre et classées comme 131TX 402, 404, 460 et 493. Leur carrière, qui a lieu sur la région Est, se termine en 1952.